# Gouden eeuw (metafoor)

Het Gouden Tijdperk door Pietro da Cortona

Een gouden eeuw of gouden tijdperk is een periode in de geschiedenis van een land of cultuur dat op een bepaald gebied boven andere periodes uitsteekt. Een gouden eeuw kan een periode in een land zijn waarin grote voorspoed heerste, of bijvoorbeeld een periode binnen een kunststroming die uitzonderlijk productief was. De term eeuw duidt vooral een langere periode aan en komt niet altijd letterlijk overeen met een honderd jaar. In dat opzicht is gouden tijdperk een neutralere benaming.
Een voorbeeld van een gouden eeuw is de Noord-Nederlandse Gouden Eeuw, die grotendeels samenvalt met de zeventiende eeuw, als een tijdperk van economische en culturele voorspoed in de Republiek der Zeven Verenigde Nederlanden.
De term vindt haar oorsprong in oosterse en Grieks-Romeinse mythen. In het aan Hesiodus (8e eeuw v.Chr.) toegeschreven Werken en dagen is er sprake van een gouden, zilveren, bronzen en ijzeren tijdperk bij de beschrijving van de mythe van Pandora. Hesiodus meende in de ijzeren tijd te leven. 
In de Griekse mythologie wordt de ontstaansgeschiedenis van de wereld en de mensheid voorgesteld in meerdere opeenvolgende goden- en mensengeslachten, in afnemende kwaliteit. Het eerste geslacht wordt metaforisch het gouden geslacht en daaraan inherent wordt het tijdperk waarin zij leefden het gouden tijdperk genoemd. De geschiedenis telt aldus vijf tijdperken: de Gouden eeuw, de Zilveren eeuw, de Bronzen eeuw, de Heroïsche eeuw en de IJzeren eeuw.
Kerkvader Hiëronymus (ca. 347 - 419/420) introduceerde een periodisering van de wereldgeschiedenis die gebaseerd was op de Vier Koninkrijken in het het Bijbelboek Daniël. Hierin wordt koning Nebukadnezars droom uitgelegd door Daniël. De koning zou een schrikwekkend beeld hebben gezien met een hoofd van zuiver goud, borst en armen van zilver, buik en lendenen van koper, benen van ijzer en de voeten deels van ijzer deels van leem. Het beeld zou hierna langzaam ineen storten. Volgens Daniël stond het rijk van Nebukadnezar voor het gouden hoofd, maar na hem zou de neergang beginnen met een zilveren koninkrijk, gevolgd door een derde koninkrijk van koper. Het vierde koninkrijk zou hard als ijzer zijn, gevolgd door het eeuwige rijk Gods.
Hiëronymus herkende deze rijken in zijn eschatologisch geschiedwerk als;
1. het Babylonische rijk,
2. het Medisch-Perzische rijk,
3. het Macedonische rijk,
4. het Romeinse rijk.

Pompeius Trogus had overigens al een dergelijke indeling gemaakt, niet gebaseerd op Daniël.